# Dexter: New Blood
Dexter: New Blood (Br: Dexter: Sangue Novo) é uma minissérie de mistério do drama policial americana desenvolvida para a Showtime como uma continuação da série Dexter, desenvolvida pelo showrunner da série original Clyde Phillips e dirigida por Marcos Siega . A minissérie apresenta Michael C. Hall e Jennifer Carpenter reprisando seus papéis como Dexter Morgan e Debra Morgan, respectivamente, ao lado dos novos membros do elenco Jack Alcott, Julia Jones, Johnny Sequoyah, Alano Miller e Clancy Brown. A história se passa 10 anos após os eventos do final da série original "Remember the Monsters?", Que foi ao ar em 2013. Ele estreou no Showtime em 7 de novembro de 2021.

## Premissa
Depois de fingir sua morte, Dexter Morgan mudou-se para a pequena cidade fictícia de Iron Lake, em Nova York, escondendo sua identidade sob o nome de Jim Lindsay, um vendedor de armas e ferramentas local. Ele desenvolveu um relacionamento com Angela Bishop, a chefe de polícia da cidade, e reprimiu seus desejos de assassinato em série. No primeiro episódio, seu filho agora adolescente aparece depois de supostamente procurá-lo depois que Hannah morreu de câncer e ele foi colocado em um orfanato na Flórida. Uma série de incidentes ao redor do Iron Lake faz Dexter temer que o "Passageiro das Trevas" dentro dele, e potencialmente dentro de seu filho, se revele.

## Elenco

### Principal
- Michael C. Hall como Dexter Morgan / Jim Lindsay
- Jack Alcott como Harrison Morgan
- Julia Jones como Chefe de Polícia Angela Bishop
- Johnny Sequoyah como Audrey Bishop
- Alano Miller como Sargento Logan
- Jennifer Carpenter como Debra Morgan
- Clancy Brown como Kurt Caldwell

### Convidados especiais
- David Zayas como Angel Batista
- John Lithgow como Arthur Mitchell / Trinity Killer

### Recorrente
- Frederic Lehne como Edward Olsen
- David Magidoff como Teddy Reed
- Katy Sullivan como Esther
- Michael Cyril Creighton como Fred Jr.
- Gizel Jiménez como Tess
- Jamie Chung como Molly Park
- Shuler Hensley como Elric

Além disso, Oscar Wahlberg co-estrela como Zach, capitão da equipe de luta livre da Iron Lake High School.

## Produção

### Desenvolvimento
O final da série Dexter, em que Dexter Morgan foge de Miami e acaba como um lenhador no Oregon, estava polarizando os fãs do show, de acordo com o ator principal Michael C. Hall. Ele disse: "Acho que o final foi 'mistificador', na melhor das hipóteses. 'Confundente', 'exasperante', 'frustrante' - na linha de adjetivos negativos. " Hall foi questionado por fãs nos oito anos desde que o final foi ao ar se haveria uma sequência para o show. O showrunner original Clyde Phillips, que deixou a série após a 4ª temporada, viu as perguntas feitas a Hall e ao longo do tempo discutiu possíveis maneiras de continuar Dexter como algum tipo de redenção. Mas, não conseguiu descobrir um caminho apropriado. Phillips foi contatado pelo presidente da Showtime, Gary Levine, em 1º de julho de 2019. Levine disse a Phillips que achava que era o momento certo para trazer Dexter de volta e perguntou se Phillips poderia inventar algo. Phillips escreveu um roteiro preliminar que ele então compartilhou com Hall, que adorou a ideia.
Phillips reconheceu que o final era adequado para o momento em que foi transmitido, já que por volta de 2013, havia uma série de serial killers na vida real que viviam no Oregon e em estados próximos. Phillips também considerou que, ao se cercar de motosserras, Dexter ficava sob um constante lembrete de como sua mãe havia morrido. Como Phillips não tinha certeza da intenção do final, ele decidiu incorporar um grande salto de tempo, quase uma década após o fim dos eventos da série original. Desde então, Dexter mudou-se para a cidade fictícia de Iron Lake, em Nova York, e vive sob um pseudônimo, trabalhando em uma loja de ferramentas que vende armas para caça e se insinuou confortavelmente na comunidade local. Por conta disso, Phillips não considerou a minissérie como uma nona temporada, já que houve uma grande descontinuidade na serialização da história. Enquanto a equipe de roteiristas escrevia a minissérie de dez episódios, eles estabeleceram como a série terminaria e escreveram a partir daí. Phillips afirmou que "O final deste será impressionante, chocante, surpreendente, inesperado. E sem azarar, direi que o final dessa nova temporada que estamos fazendo vai explodir a internet. ” 
Em 14 de outubro de 2020, o revival de Dexter foi encomendado como uma série limitada de 10 episódios, estrelando Hall em seu papel original, com Phillips retornando como showrunner. Em 17 de novembro de 2020, foi anunciado que Marcos Siega dirigiria seis dos dez episódios da série limitada, além de atuar como produtor executivo ao lado de Hall, John Goldwyn, Sara Colleton, Bill Carraro e Scott Reynolds . Ele estreou em 7 de novembro de 2021, no Showtime.

### Escalação
Em janeiro de 2021, Clancy Brown, Julia Jones, Alano Miller, Johnny Sequoyah, Jack Alcott e David Magidoff se juntaram ao elenco principal. Em 11 de fevereiro de 2021, Jamie Chung e Oscar Wahlberg foram escalados para papéis recorrentes. Em 28 de junho de 2021, John Lithgow se juntou ao elenco para reprisar seu papel como Arthur Mitchell, o assassino da Trindade, em uma aparição especial. Em 13 de julho de 2021, foi anunciado que a personagem regular da série original, Jennifer Carpenter, iria reprisar seu papel como a irmã de Dexter Morgan, Debra, de alguma forma para a série limitada. Em 24 de agosto de 2021, foi relatado que Carpenter está confirmado para repetir seu papel como regular da série, aparecendo como a "iteração imaginária de Debra" de Dexter.

### Filmagens
A produção começou em fevereiro de 2021, com a maior parte do show filmado em Shelburne Falls, Massachusetts, servindo como um substituto para Iron Lake. A filmagem externa teve que ser coordenada de acordo com o clima, já que os criadores queriam ter uma quantidade significativa de neve nas filmagens, incluindo um lago local congelado. As filmagens de interiores no New England Studios começaram por volta de julho de 2021 em um período de cinquenta dias. O desenvolvedor do programa, Clyde Phillips, disse que foram 119 dias de filmagem.

## Recepção

### Resposta crítica
O agregador de resenhas Rotten Tomatoes relatou uma taxa de aprovação de 72% com base em 47 resenhas, com uma classificação média de 7,10 / 10. O consenso dos críticos do site diz: "Ancorado pelo retrato ainda atraente de Michael C. Hall do personagem-título, Dexter: New Blood ajuda a restaurar um pouco do brilho perdido pelo contencioso final do show."  O Metacritic deu à série uma pontuação média ponderada de 61 de 100 com base em 29 análises críticas, indicando "análises geralmente favoráveis".